# 빔 (물리학)

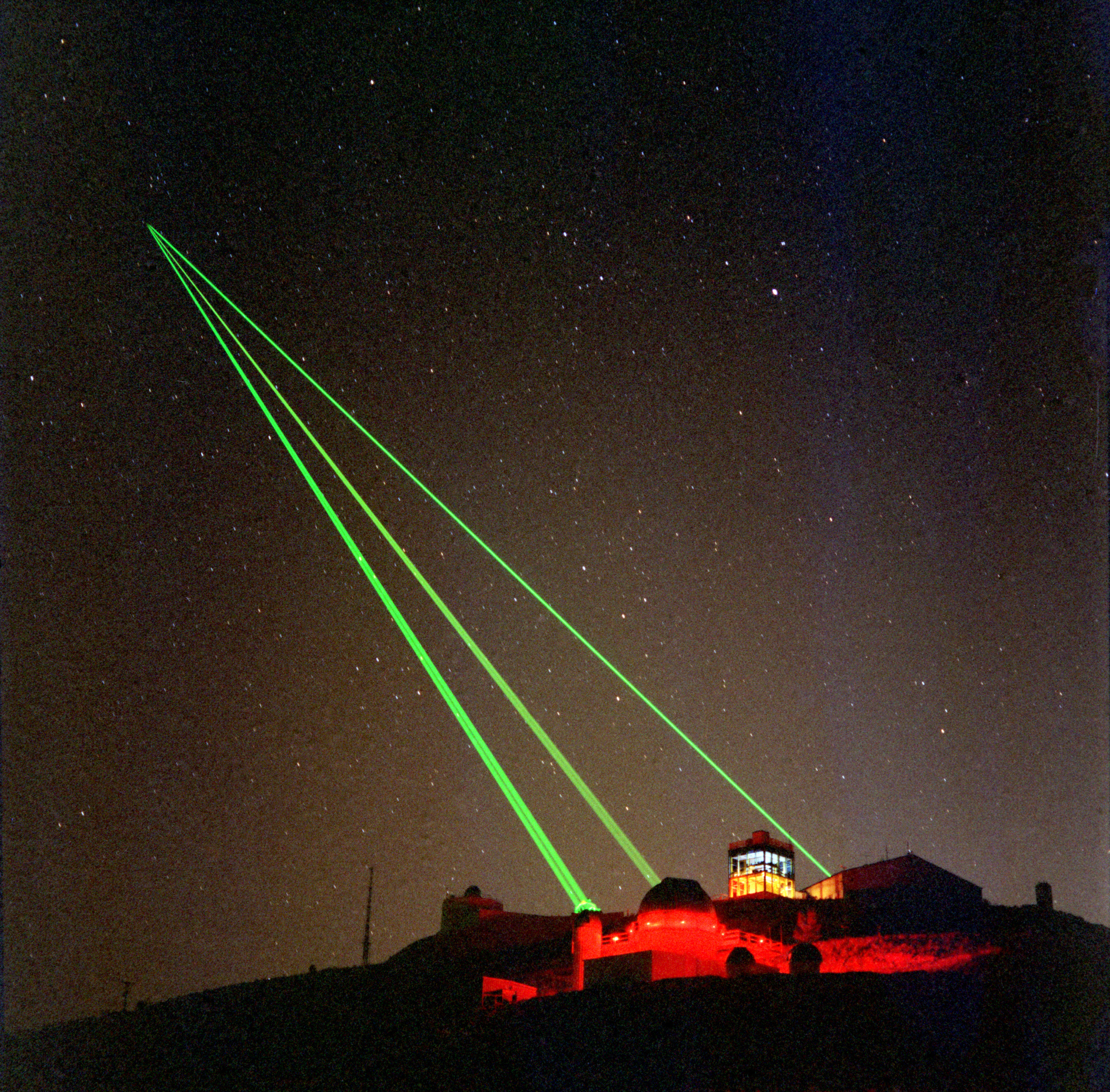
레이저에 의한 광빔

빔(영어: beam, 일본어: ビーム)은 입자의 집단이나 입자와 같이 행동하는 파장이 짧은 파가 좁은 흐름을 이루며 병진하여 서로 거의 충돌하지 않는 것이다.
입자나 파의 이름이나 종류를 따서 "~빔"이라 한다. "~선"이라고 번역하기도 하지만, 빔이라고는 할 수 없는 단순한 방사선(ray)의 의미도 가지므로 애매한 경우도 있다. 예를 들어 "알파선", "베타선", "X선", "광선" 등의 선은 방사선을 의미한다.

## 빔의 제조법
- 일반적인 선원(線源)으로부터 방출되는 입자나 빛은 여러 방향의 것이 섞여 있기 때문에 그것들을 평행한 빔으로 할 필요가 있다. 이러한 방법에는 주로 두 가지가 있다.
  - 렌즈나 거울로 수렴시킨다. 광빔으로 많이 쓰이지만, 입자빔에서도 자기 렌즈나 정전 렌즈(이들이 전자에 사용될 때 전자 렌즈라 함)가 사용된다.
  - 슬릿에서 특정 방향의 입자·파를 추출한다. 선원이 점으로 간주할 수 없을 정도로 큰 경우는 2개의 슬릿을 사용해 빔을 만든다.
    - 이 밖에 레이저와 같이 처음부터 빔을 발생시키는 선원도 있다.

## 빔의 종류
- 입자빔 (입자선)
  - 하전 입자빔 – 양자선, 전자선 등
  - 중성 입자빔 – 중성자선 등
- 전자파빔 – 광빔, 마이크로파빔, X선빔 등, 제조법에서는 레이저, 방사광 등
- 초음파빔

등등이 있다.